# Karatavia kultiassovii
Karatavia es un género monotípico de plantas herbáceas perteneciente a la familia de las apiáceas.  Su única especie Karatavia kultiassovii, se encuentra en Asia en Kazajistán.

## Taxonomía
Karatavia kultiassovii fue descrita por (Korovin) Pimenov & Lavrova y publicado en Bot. Zhurn. (Moscow & Leningrad) 72(1): 36. 1987
Sinonimia
- Selinum kultiassovii Korovin
- Sphaenolobium kultiassovii (Korovin) Pimenov